# Бурвенд
Бурвенд (азерб. Bürvənd) — село в Алятлинском административно-территориальном округе Аджикабульского района Азербайджана.

## Этимология
Название села происходит от рода Бура-венд племени муганлы.

## История
Село основано в середине XIX века, но числилось как поселение без названия. Впервые взято на учет в 1917 году.
Входило в Карасуинский район Азербайджанской ССР. Позже район упразднен, село вошло в состав Али-Байрамлинского района, но в 1939 году село передано в состав Кази-Магомедского района.
4 декабря 1959 года Кази-Магомедский район ликвидирован, а село передано в состав Али-Байрамлинского района.
Согласно административному делению 1961 года село Бурвенд входило в Калиновский сельсовет Али-Байрамлинского района Азербайджанской ССР. В 1963 году Али-Байрамлинский район упразднен, а Калиновский сельский совет передан в состав Сабирабадского района.
24 апреля 1990 года село передано в состав новообразованного Аджикабульского района.
В 1999 году в Азербайджане была проведена административная реформа и внутри Мейниманского административно-территориального округа был учрежден Алятлинский муниципалитет Аджикабульского района, куда и вошло село.
15 мая 2003 года из Мейниманского АТО выделен Алятлинский административно-территориальный округ.

## География
Бурвенд расположен на берегу Куры.
Село находится в 2 км от центра АТО Алятли, в 21 км от райцентра Аджикабул и в 129 км от Баку. Ближайшая железнодорожная станция — Мугань.
Село находится на высоте 21 метров ниже уровня моря.

## Население
| Численность населения | Численность населения |
| 1999                  | 2009                  |
| --------------------- | --------------------- |
| 77                    | ↗172                  |

Население преимущественно занимается животноводством.

## Климат
В селе полупустынный климат.